# 이시현 (레이싱 모델)
이시현(1985년 6월 1일 ~ )은 대한민국의 레이싱 모델이다.

## 경력
- 2007년 서울모터쇼 레이싱모델
- 2007년 금호타이어 전속 레이싱모델
- 2008년 부산국제모터쇼 레이싱모델
- 2008년 서울오토살롱 레이싱모델
- 2009년 레이싱파크 레이싱모델
- 2010년 부산국제모터쇼 레이싱모델
- 2010년 캐논 레이싱모델
- 2010년 부산오토살롱 레이싱모델
- 2011년 일산킨텍스 서울모터쇼 레이싱모델
- 2012년 그리드걸 레이싱모델

## 수상
- 2008년 아시아모델상